# Bouteloua megapotamica
Bouteloua megapotamica là một loài thực vật có hoa trong họ Hòa thảo. Loài này được (Spreng) Kuntze mô tả khoa học đầu tiên năm 1898.